# San Francisco 49ers 2007
La stagione 2007 dei San Francisco 49ers è stata la 58ª della franchigia nella National Football League. Si concluse con un deludente record di 5–11, un peggioramento rispetto al 7–9 del 2006. L'attacco dei 49ers faticò per tutta la stagione, col coordinatore offensivo Jim Hostler che subì aspre critiche rispetto agli schemi chiamati e il quarterback titolare Alex Smith che si infortunò alla spalla a inizio stagione.

## Draft 2007
Nel draft 2007, la squadra scelse di coprire la propria necessità di un inside linebacker scegliendo Patrick Willis nel primo e cedendo la loro prima scelta dell'anno successivo ai New England Patriots e scegliendo come 28º assoluto l'offensive tackle Joe Staley. Nel secondo giro i 49ers scambiarono la loro scelta con quella del primo giro dell'anno successivo degli Indianapolis Colts. Il secondo giorno del draft, San Francisco scambiò la propria scelta del quarto giro per il ricevitore dei Seattle Seahawks, Darrell Jackson.

## Partite

### Stagione regolare

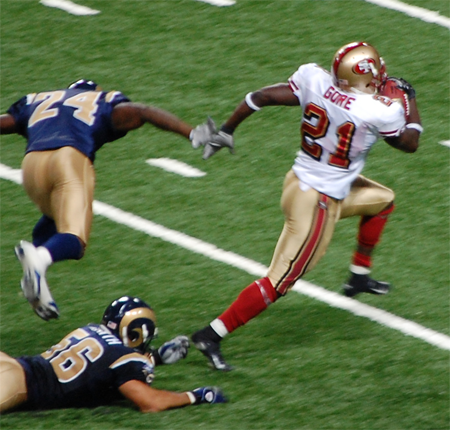
Frank Gore nella gara della settimana 2 contro i Rams.

| Turno | Data               | Ora (PT)           | Avversario         | Risultato            | Record  | Stadio |
| ----- | ------------------ | ------------------ | ------------------ | -------------------- | ------- | ------ |
| 1     | 10/9               | 7:15 p.m.          | ESPN               | Arizona              | V 20–17 | 1–0    |
| 2     | 16/9               | 10:00 A.M          | Fox                | at St. Louis         | V 17–16 | 2–0    |
| 3     | 23/9               | 10:00 A.M          | Fox                | at Pittsburgh        | S 37–16 | 2–1    |
| 4     | 30/9               | 1:05 p.m.          | Fox                | Seattle              | S 23–3  | 2–2    |
| 5     | 7/10               | 1:05 p.m.          | CBS                | Baltimore            | S 9–7   | 2–3    |
| 6     | Settimana di pausa | Settimana di pausa | Settimana di pausa | Settimana di pausa   |         |        |
| 7     | 21/10              | 10:00 A.M          | Fox                | at New York (Giants) | S 33–15 | 2–4    |
| 8     | 28/10              | 1:15 p.m.          | Fox                | New Orleans          | S 31–10 | 2–5    |
| 9     | 4/11               | 10:00 A.M          | Fox                | at Atlanta           | S 20–16 | 2–6    |
| 10    | 12/11              | 5:30 p.m.          | ESPN               | at Seattle           | S 24–0  | 2–7    |
| 11    | 18/11              | 1:15 p.m.          | Fox                | St. Louis            | S 13–9  | 2–8    |
| 12    | 25/11              | 1:05 p.m.          | Fox                | at Arizona           | V 37–31 | 3–8    |
| 13    | 2/12               | 10:00 A.M          | Fox                | at Carolina          | S 31–14 | 3–9    |
| 14    | 9/12               | 1:05 p.m.          | Fox                | Minnesota            | S 27–7  | 3–10   |
| 15    | 15/12              | 5:15 p.m.          | NFLN               | Cincinnati           | V 20–13 | 4–10   |
| 16    | 23/12              | 1:05 p.m.          | Fox                | Tampa Bay            | V 21–19 | 5–10   |
| 17    | 30/12              | 10:00 A.M          | Fox                | at Cleveland         | S 20–7  | 5–11   |

## Premi
- Patrick Willis:

rookie difensivo dell'anno